# Her Fractured Voice
Her Fractured Voice er en amerikansk stumfilm fra 1917.

## Medvirkende
- Leatrice Joy
- Mildred Davis